# Nigel Kennedy
Nigel Kennedy (Brighton, 28 de dezembro de 1956) é um violinista britânico. Seu início de carreira foi principalmente dedicado à apresentação de música clássica e, desde então, expandiu-se para o jazz, klezmer e outros gêneros musicais.

## Discografia
| Ano  | Album                                                                                              | Notas |
| ---- | -------------------------------------------------------------------------------------------------- | --- |
| 2016 | My World                                                                                           | Composta por Nigel Kennedy, com a Orquestra Filarmônica de Oxford e The Stella |
| 2014 | The New Four Seasons                                                                               | |
| 2013 | Recital                                                                                            | |
| 2011 | The Four Elements                                                                                  | |
| 2010 | The Very Best of Nigel Kennedy (EMI)                                                               | com vários artistas |
| 2009 | SHHH! (EMI)                                                                                        | Nigel Kennedy Quintet (Nigel Kennedy, violino elétrico; Adam Kowalewski, contrabaixo e baixo elétrico; Krzysztof Dziedzic, bateria; Tomasz Grzegorski, sax tenor, sax soprano e clarinete baixo; Piotr Wyleżoł, piano e hammond) com vocais de Boy George ;         |
| 2008 | A Very Nice Album (EMI)                                                                            | Nigel Kennedy Quintet (Nigel Kennedy, violino elétrico; Adam Kowalewski, baixo; Paweł Dobrowolski, bateria; Tomasz Grzegorski, sax tenor; Piotr Wyleżoł, piano) com vocais de Xantoné Blacq e Chris Loung; Sylwia Wójcik, violoncelo; Suzy Willison-Kawalec, harpa; |
| 2008 | Beethoven: Violin Concerto / Mozart: Violin Concerto No.4 / Horace Silver: Creepin In (EMI)        | Orquestra de Câmara Polonesa |
| 2007 | Polish Spirit (EMI)                                                                                | Orquestra de Câmara Polonesa, Jacek Kaspszyk |
| 2007 | The Platinum Collection (EMI)                                                                      | com vários artistas |
| 2006 | The Bluenote Sessions (EMI)                                                                        | |
| 2006 | Kennedy, Live at La Citadelle (DVD) (EMI)                                                          | Orquestra de Câmara Polonesa |
| 2006 | Inner Thoughts (EMI)                                                                               | |
| 2006 | Nigel Kennedy Plays Bach (DVD) (EMI)                                                               | Irish Chamber Orchestra |
| 2005 | Legend: Beethoven and Bruch (CD+DVD) (EMI)                                                         | NDR Symphony Orchestra, Klaus Tennstedt / English Chamber Orchestra, Jeffrey Tate |
| 2004 | Vivaldi II (EMI)                                                                                   | Berliner Philharmoniker |
| 2003 | East Meets East (EMI)                                                                              | com Kroke |
| 2003 | Vivaldi                                                                                            | Berliner Philharmoniker |
| 2002 | Greatest Hits (EMI)                                                                                | com vários artistas |
| 2000 | Kennedy Plays Bach (EMI)                                                                           | (com Kennedy) |
| 2000 | Riders on the Storm: The Doors Concerto (Decca)                                                    | como Kennedy com Jaz Coleman |
| 2000 | Duos for Violin & Cello (EMI)                                                                      | como Kennedy com Lynn Harrell |
| 1999 | Classic Kennedy (EMI)                                                                              | (como Kennedy) |
| 1999 | The Kennedy Experience (Sony)                                                                      | (como Kennedy) |
| 1998 | Kreisler (EMI)                                                                                     | (como Kennedy) |
| 1997 | Elgar: Violin Concerto / Vaughan Williams: The Lark Ascending (EMI)                                | (como Kennedy), City of Birmingham Symphony Orchestra, Sir Simon Rattle |
| 1996 | Kafka (EMI)                                                                                        | |
| 1993 | Tchaikovsky: Violin Concerto (EMI)                                                                 | London Philharmonic Orchestra, Okko Kamu |
| 1992 | Beethoven: Violin Concerto                                                                         | NDR Symphony Orchestra, Klaus Tennstedt |
| 1992 | Just Listen: Sibelius: Violin Concerto / Tchaikovsky: Violin Concerto (EMI)                        | Orquestra Sinfônica da Cidade de Birmingham, Sir Simon Rattle / London Philharmonic Orchestra, Okko Kamu |
| 1991 | Brahms: Violin Concerto in D, Op. 77 (EMI)                                                         | London Philharmonic Orchestra, Klaus Tennstedt |
| 1990 | Plays Jazz                                                                                         | Piano: Peter Pettinger |
| 1989 | Vivaldi: The Four Seasons (EMI)                                                                    | English Chamber Orchestra |
| 1988 | Sibelius: Violin Concerto (EMI)                                                                    | Orquestra Sinfônica da Cidade de Birmingham, Sir Simon Rattle |
| 1988 | Mendelssohn: Violin Concerto in E minor / Bruch: Violin Concerto No.1 / Schubert: Rondo in A (EMI) | English Chamber Orchestra, Jeffrey Tate |
| 1987 | Let Loose                                                                                          | |
| 1987 | Walton: Violin Concerto / Viola Concerto (EMI)                                                     | Royal Philharmonic Orchestra, André Previn |
| 1986 | Bartók: Mainly Black / Ellington: Sonata for Solo Violin (EMI)                                     | com Alec Dankworth (contrabaixo) |
| 1986 | Tchaikovsky; Violin Concerto / Chausson: Poeme (EMI)                                               | London Philharmonic Orchestra, Okko Kamu |
| 1984 | Elgar: Violin Concerto in B minor, Op.61 (EMI)                                                     | London Philharmonic Orchestra, Vernon Handley |
| 1984 | Salut d'Amour & Other Elgar Favourites (Chandos)                                                   | |
| 1984 | Nigel Kennedy Plays Jazz (Chandos)                                                                 | |